# Itaporã
Itaporã este un oraș în Mato Grosso do Sul (MS), Brazilia.